# Neuilly-l'Évêque
 Neuilly-l'Évêque  es una población y comuna francesa, en la región de Champaña-Ardenas, departamento de Alto Marne, en el distrito de Langres y cantón de Neuilly-l'Évêque.

## Demografía
| 687 | 694 | 595 | 621 | 587 | 636 |
| Para los censos de 1962 a 1999 la población legal corresponde a la población sin duplicidades (Fuente: INSEE [Consultar]) |     |     |     |     |     |